# Henryk Jaszczewski
Artykuł ten został zgłoszony do umieszczenia na stronie głównej w rubryce „Czy wiesz”.
Pomóż nam go sprawdzić: oceń zgłoszoną nominację.
Henryk Jaszczewski, ps. „Henryk”, „Aniołek” (ur. 26 sierpnia 1921 w Poznaniu, zm. 17 października 2013 w Warszawie) – polski architekt, urbanista, żeglarz i konstruktor jachtów. Żołnierz Armii Krajowej podczas powstania warszawskiego, więzień niemieckich obozów jenieckich; posiadał stopień kaprala podchorążego. Członek SARP i ZPAP, twórca popularnej serii jachtów „MAK”.

## Życiorys
Rodzina Henryka Jaszczewskiego pochodziła z Kijowa. Jego ojciec, Rajmund, był prawnikiem. Poznał przyszłą matkę Henryka, Janinę Zdrojewską, będąc żołnierzem-ochotnikiem 1. Pułku Szwoleżerów w którym walczył w wojnie polsko-bolszewickiej. Henryk urodził się 26 sierpnia 1921 roku w Poznaniu, a dzieciństwo spędził w okolicznej Starołęce (obecnie dzielnica Poznania). Ojciec Rajmund pracował w Poznaniu jako prokurator. W późniejszym czasie rodzina przeniosła się do Warszawy, z uwagi na jego pracę w Ministerstwie Sprawiedliwości. Henryk uczył się w prestiżowej szkole z internatem na Zamku w Rydzynie. Już w młodości pasjonował się żeglarstwem i strzelectwem.
Z uwagi na wybuch II wojny światowej nie wrócił do szkoły w Rydzynie i pozostał w Warszawie. Jego ojciec i pozostała część rodziny wyjechali do placówki ministerstwa w Dubnie. Henryk, wraz ze swoim przyjacielem Andrzejem Dromlewiczem, podjął próbę dotarcia do gromadzącej się za brzegiem Bugu polskiej armii lub rodziny w Dubnie. Z wyprawy na wschód musieli jednak zawrócić. W drodze powrotnej, kilkuosobową grupę w której podróżował zaatakował niemiecki samolot Storch. Po zastrzeleniu operatora karabinu maszynowego przez Henryka, samolot odleciał. Po powrocie do Warszawy dołączył do Armii Krajowej, w której otrzymał jednak urlop z uwagi na uczestnictwo w tajnych kursach architektonicznych na Politechnice Warszawskiej. Jeszcze podczas wojny, będąc wyróżniającym się studentem, rozpoczął pracę w zakonspirowanej Pracowni Architektoniczno-Urbanistycznej, którą prowadzili architekci: Zygmunt Skibniewski, Kazimierz Marczewski oraz Stanisław Rychłowski. Pracownia ta zajmowała się badaniami nad budownictwem mieszkaniowym oraz tworzeniem planu ogólnego Warszawy. 
Podczas Powstania Warszawskiego działał w V Obwodzie (Mokotów) Warszawskiego Okręgu Armii Krajowej – dywizjonie 1. Pułku Szwoleżerów, a potem w plutonie 686 batalionu „Oaza”. Tuż przed wybuchem powstania otrzymał rozkaz zgłoszenia się do oddziału saperów na Powiślu, gdzie rozpoczęły się jego powstańcze działania. Korzystał z doświadczenia żeglarskiego – zorganizował kilka przepraw powstańców przez Wisłę, wykorzystując m.in. wydobytą z wody pychówkę, ukrytą przez znajomego rybaka. W sumie przeprawił kilkadziesiąt osób. Gdy Niemcy zaatakowali czołgami Sadybę, w której przebywał, uciekł na Mokotów. W ostatnich dniach września, podczas szturmu Niemców na Mokotów, uzbrojony w niemiecki karabin maszynowy osłaniał odwrót oddziału schodzącego do kanałów. Wszedł do kanału jako ostatni i wraz z oddziałem szedł kanałami przez trzynaście godzin, niosąc posiadany karabin maszynowy. Po upadku powstania trafił do obozu w Ożarowie, a następnie do Stalagu X‑B (Sandbostel), gdzie przebywał do czasu wyzwolenia przez wojska angielskie. Za udział w powstaniu otrzymał Warszawski Krzyż Powstańczy. 
Po wojnie, w 1947 roku, ukończył studia na Wydziale Architektury Politechniki Warszawskiej. Studiował architekturę także w szkole La Cambre w Brukseli. Pracował jako architekt i urbanista przy odbudowie Warszawy po wojnie. Był członkiem SARP od 1949 roku i ZPAP od 1953 roku.
Na początku lat 70. zaprojektował serię niewielkich jachtów żaglowych „MAK”, które charakteryzowały się prostą konstrukcją, niskim kosztem budowy oraz żaglem o powierzchni 5 m2, który pozwalał na żeglowanie bez posiadania uprawnień.
Zmarł 17 października 2013 roku w Warszawie; został pochowany 23 października na Cmentarzu Wojskowym na Powązkach w Warszawie.

## Życie prywatne
Był mężem Stanisławy Jaszczewskiej (z domu Witkowska, 1923–2018), także powstańczyni, żołnierki AK i architektki. 